# Siak
Siak – rzeka w Indonezji w środkowej części Sumatry; długość 225 km.
Źródła u podnóży gór Barisan, płynie w kierunku wschodnim do miasta Pekanbaru, następnie na północny wschód przez bagniste niziny; uchodzi estuarium do cieśniny Panjang będącej odnogą cieśniny Malakka.
Najgłębsza rzeka Sumatry (głębokość 8–12 m); żeglowna na prawie całej długości; od Pekanbaru dostępna dla statków morskich.